# واناک، نیوجرسی
واناک (به انگلیسی: Wanaque) شهری در ایالت نیوجرسی کشور ایالات متحده آمریکا است که جمعیت آن در سرشماری سال ۲۰۱۰ میلادی، ۱۱٬۱۱۶ نفر بوده‌است.